# Kubusiowe opowieści
Kubusiowe opowieści (ang. The Book of Pooh, 2001–2003) – amerykański serial dla dzieci będący połączeniem animacji z kukiełkami i aktorami. Światowa premiera serialu odbyła się 22 stycznia 2001 roku na amerykańskim Playhouse Disney i zakończyła się 29 listopada 2004 roku. W Polsce emitowany od 13 kwietnia 2003 do 4 kwietnia 2004 roku w ramach niedzielnej Wieczorynki w bloku Walt Disney przedstawia oprócz odcinka 50. Od 22 czerwca 2008 roku ponownie był emitowany w TVP1 w niedzielnej Wieczorynce do 6 czerwca 2009 roku. 28 grudnia 2008 roku miał premierę odcinek 50 „Drzewo życzeń”. Serial został stworzony przez Shadow Projects na zlecenie Playhouse Disney.
Niektóre odcinki serialu w Polsce wydano na kasetach wideo i płytach DVD przez Imperial Entertainment 19 maja 2004 roku.
Program jest dostępny na platformie Disney+ od 12 listopada 2019 roku.
Seria otrzymała trzy nominacje do nagrody Emmy.

## Wersja polska
Opracowanie: na zlecenie Disney Character Voices International – Start International Polska

Reżyseria: Joanna Wizmur

Dialogi polskie:
- Krystyna Skibińska-Subocz (odc. 1-32, 37-44, 47-51),
- Joanna Serafińska (odc. 33-36, 45-46)

Teksty piosenek: Marek Robaczewski

Kierownictwo muzyczne: Marek Klimczuk

W wersji polskiej udział wzięli:
- Maciej Kujawski – Kubuś Puchatek
- Tomasz Steciuk – Prosiaczek
- Jacek Czyż – Tygrysek
- Ryszard Nawrocki – Królik
- Włodzimierz Bednarski – Sowa
- Jan Prochyra – Kłapouchy
- Beata Wyrąbkiewicz – Kessie
- Tadeusz Sznuk – Narrator
- Jonasz Tołopiło – Krzyś (odc. 1-32)
- Krzysztof Królak – Krzyś (odc. 33-51)
- Ewa Kania – Mama Krzysia
- Zofia Jaworowska – Maleństwo
- Joanna Jeżewska – Kangurzyca
- Wojciech Paszkowski –
  - Hefalump Hector (odc. 45),
  - Spiker (odc. 45)
- Jacek Bończyk –
  - Hefalump Haji (odc. 45),
  - Pantera (odc. 45)
- Joanna Wizmur – Hefalump Herman (odc. 45)
- Wit Apostolakis-Gluziński – Dziecko (odc. 45)

## Spis odcinków
| Nr             | Polski tytuł                                 | Opis |
| -------------- | -------------------------------------------- | --- |
|                |                                              | |
| SERIA PIERWSZA |                                              | |
|                |                                              | |
| 01             | Życzenia Kubusia                             | Kubuś potrafi spełniać życzenia, ale musi jednak wypowiadać je wierszem…                                                                              |
| 01             | Dwa razy szybciej                            | Kubuś chce pomóc Królikowi i zakreśla kratkę w jego kalendarzu. Dlatego Królik gubi jeden dzień.                                                      |
|                |                                              | |
| 02             | Czy to ja?                                   | Puchatka zaproszono na obiad. Dowiedział się tego z listu, który przyleciał niesiony przez wiatr.                                                     |
| 02             | Urodziny królika                             | Królik ma urodziny. Kubuś i Prosiaczek dostają zaproszenie.                                                                                           |
|                |                                              | |
| 03             | Ahoj, piraci!                                | Przyjaciele Kubusia postanawiają pobawić się w piratów.                                                                                               |
| 03             | Plan dnia                                    | Kubuś zapomina stawić się na spotkanie klubu dyskusyjnego. Królik postanawia rozpisać mu plan dnia.                                                   |
|                |                                              | |
| 04             | Rymowanie                                    | Przyjaciele chcą spędzić wspólnie czas. Prosiaczek recytuje wiersz, ale ciągle ktoś mu przeszkadza…                                                   |
| 04             | Dinozory                                     | Kłapouchy znajduje wielką kość. Wszyscy uważają, że jest to kość dinozaura.                                                                           |
|                |                                              | |
| 05             | Pomylone plony                               | Tygrysek spowodował wielkie zamieszanie zmieniając oznaczenia na polu Królika.                                                                        |
| 05             | Niezwykła strona                             | Wszyscy pieką wspólnie tort z okazji napisania setnej strony Kubusiowych Opowieści.                                                                   |
|                |                                              | |
| 06             | Kto jest winien?                             | Pan Sowa rozwiązuje zagadkę dlaczego zniknął garnek z miodem z domu Puchatka.                                                                         |
| 06             | Dryblas                                      | Prosiaczkowi chce stać się dryblasem i móc łatwiej pomagać innym.                                                                                     |
|                |                                              | |
| 07             | Śmiech to zdrowie                            | Tygrysek nagle przestaje się śmiać. Przyjaciele próbują różnych metod, aby znowu był wesoły.                                                          |
| 07             | X to skarb                                   | Wszyscy przyjaciele wyruszają na poszukiwania skarbu ukrytego w Stuwiekowym Lesie.                                                                    |
|                |                                              | |
| 08             | Bądź moją Walentynką                         | Przyjaciele obchodzą Dzień Zakochanych. |
| 08             | Pan Narrator                                 | Żaden mieszkaniec Stuwiekowego Lasu nie robi nic ciekawego, co mogłoby znaleźć się w książce. Po naradzie proszą narratora o pomysł.                  |
|                |                                              | |
| 09             | Jarzynowy poradnik                           | Królik pisze książkę dla Puchatka, o tym jak uprawiać ogródek.                                                                                        |
| 09             | Orkiestra powitalna                          | Przyjaciele zakładają orkiestrę i przygotowują się do swojego występu.                                                                                |
|                |                                              | |
| 10             | Książka dla Sowy                             | Przyjaciele chcą jeszcze raz napisać książkę, która spadła do wiadra z wodą…                                                                          |
| 10             | Biografia Tygryska                           | Tygrysek chce napisać swoją biografię… |
|                |                                              | |
| 11             | Książka Kłapouszka                           | Pan Sowa urządza bibliotekę ze swojego księgozbioru. Każdy znajduje coś dla siebie, ale Kłapouchy nie ma co tam przeczytać…                           |
| 11             | Pszczele urlopowanie                         | Kubuś nie może nigdzie znaleźć miodku, bo wszystkie ule są puste. Przyjaciele próbują nakarmić Kubusia swoim ulubionym jedzeniem…                     |
|                |                                              | |
| 12             | Pan Narrator (powtórka z odcinka 8b)         | Żaden mieszkaniec Stuwiekowego Lasu nie robi nic ciekawego, co mogłoby znaleźć się w książce. Po naradzie proszą narratora o pomysł.                  |
| 12             | Szekspir w Stuwiekowym Lesie                 | Sowa podczas sprzątania znajduje książkę z dziełami Szekspira. Sowa się smuci, więc przyjaciele chcą za wszelką cenę go rozweselić.                   |
|                |                                              | |
| 13             | Pszczółka przyjaciółka                       | W Stuwiekowym Lesie przyjaciele spotykają nowego sąsiada – pszczołę.                                                                                  |
| 13             | Koszmary Prosiaczka                          | brak streszczenia |
|                |                                              | |
| 14             | Kto wygrał?                                  | Tygrysek i Królik kłócą się o to, który z nich wygrał wyścig. Dlatego udają się do Pana Sowy, aby rozwiązać kłótnię.                                  |
| 14             | Życzenia Kubusia (powtórka z odcinka 1a)     | Kubuś potrafi spełniać życzenia, ale musi jednak wypowiadać je wierszem…                                                                              |
|                |                                              | |
| 15             | Dryblas (powtórka z odcinka 6b)              | Prosiaczkowi chce stać się dryblasem i móc łatwiej pomagać innym.                                                                                     |
| 15             | Nie ma to jak w domu                         | Puchatek razem z przyjaciółmi chce pozbyć się ze swego domu nieproszonych mieszkańców.                                                                |
|                |                                              | |
| 16             | Don Kuchote                                  | brak streszczenia |
| 16             | Co robią Kłapouche?                          | Tygrysek chce poszukać czegoś, w czym są najlepsze Kłapouchy. Okazuje się, że osiołki mają znakomity słuch...                                         |
|                |                                              | |
| 17             | Czy to ptak? Tak!                            | Kessie zmienia się w Skrzydlatego obrońcę. |
| 17             | Wietrzykowa historia                         | Prosiaczek otrzymuje od Krzysia latawiec. |
|                |                                              | |
| 18             | Cud-głosiki                                  | Prosiaczek chce nauczyć się śpiewu, aby pomóc wystąpić razem z Kessie.                                                                                |
| 18             | Czy to ja? (powtórka z odcinka 2a)           | Puchatka zaproszono na obiad. Dowiedział się tego z listu, który przyleciał niesiony przez wiatr.                                                     |
|                |                                              | |
| 19             | Noc brukselki                                | Tygrysek opowiada historię, jaka zdarzyła się w stuwiekowym lesie.                                                                                    |
| 19             | Śmiech to zdrowie (powtórka z odcinka 7a)    | Tygrysek nagle przestaje się śmiać. Przyjaciele próbują różnych metod, aby znowu był wesoły.                                                          |
|                |                                              | |
| 20             | Rzeka bez nazwy                              | Pan Sowa zrobił mapę lasu, gdzie rzeka nie posiada nazwy.                                                                                             |
| 20             | Bądź moją Walentynką (powtórka z odcinka 8a) | Przyjaciele obchodzą Dzień Zakochanych. |
|                |                                              | |
| 21             | Uciekające słówka                            | Prosiaczek ma zapalenie krtani i z tego powodu nie może mówić.                                                                                        |
| 21             | Zaćmienie umysłu                             | brak streszczenia |
|                |                                              | |
| 22             | Rekord fikania                               | Tygrysek chce ustanowić nowy rekord fikania. |
| 22             | Potworne kabaczki                            | Przyjaciele boją się potwora, który ma wszystko zniszczyć. Jednak to była plotka Królika, żeby Tygrysek nie brykał po jego ogrodzie.                  |
|                |                                              | |
| 23             | Kłopoty Prosiaczka                           | Istnieją różne sposoby na różne kłopoty, ma je również Prosiaczek.                                                                                    |
| 23             | Osiołkowe latanie                            | Osiołek chce latać. Niestety, nie jest to takie proste.                                                                                               |
|                |                                              | |
| 24             | Zastępca Tygryska                            | Prosiaczek zostaje jego zastępcą, bo Tygrysek musi wyjechać na kilka dni.                                                                             |
| 24             | Za wzgórzem                                  | Puchatek wyrusza na wyprawę za wzgórze, jednak zamiast iść dalej przypadkowo wraca z powrotem do lasu i poznaje "na nowo" swoich przyjaciół.          |
|                |                                              | |
| 25             | Kessie szuka wiedzy                          | Kessie chce być tak mądra jak Pan Sowa. |
| 25             | Ogonorocznica Kłapouchego                    | Kłapouchy świętuje rocznicę przypięcia mu ogona. |
|                |                                              | |
| 26             | Dobra łapa do warzyw                         | Tygrysek urządza sobie ogródek z pomocą Królika. |
| 26             | Lepiej skakać niż spać                       | Tygrysek postanawia już nigdy nie spać, bo nie chce niczego przegapić.                                                                                |
|                |                                              | |
| 27             | Kubuś odchodzi                               | Wszyscy myślą, że Kubuś odszedł. Postanawiają go odszukać.                                                                                            |
| 27             | Bardzo różni przyjaciele                     | Dom Królika zostaje zalany; Królik przenosi się do Tygryska.                                                                                          |
|                |                                              | |
| 28             | Co dwie niańki to jedna                      | Królik i Tygrysek opiekują się Maleństwem. |
| 28             | Jak do tego doszło?                          | Tygrysek szuka owoców, które spadają z drzew. |
|                |                                              | |
| 29             | Świetne przyjęcie Prosiaczka                 | Królik zaprasza wszystkich na przyjęcie do Prosiaczka.                                                                                                |
| 29             | Rekordziści                                  | Przyjaciele ustanawiają rekordy. |
|                |                                              | |
| 30             | Rycerze Okrągławego Stołu                    | Przyjaciele bawią się w Rycerzy Okrągłego Stołu. |
| 30             | Być Kłapouchym                               | Pan Sowa uczy Kłapouchego, jak zabawiać gości na przyjęciu Tygryska.                                                                                  |
|                |                                              | |
| 31             | Dzielny kapelusz                             | Prosiaczek myśli, że kapelusz, który posiada, dodaje mu odwagi.                                                                                       |
| 31             | Straszna noc                                 | Sowa jedzie na sympozjum. Tygrysek musi zaopiekować się jego domem.                                                                                   |
|                |                                              | |
| 32             | Tylko fikać                                  | Tygrysek przez cały dzień skacze. Przyjaciele mówią mu, żeby przestał.                                                                                |
| 32             | Najpiękniejszy dzień                         | Kubuś i Prosiaczek chcą spędzić najpiękniejszy dzień w życiu.                                                                                         |
|                |                                              | |
| 33             | Gra w patyczki                               | Tygrysek opowiada wszystkim, jak poznał Kangurzycę.                                                                                                   |
|                |                                              | |
| 34             | Wyprawa na hefalumpy                         | Kubuś i Prosiaczek czekają na Hefalumpy. |
| 34             | Czy czas mieszka w zegarku?                  | Kubuś nie może się doczekać obiadu, więc postanawia przestawić wskazówki w zegarku.                                                                   |
|                |                                              | |
| 35             | Co nowego Tygrysku?                          | Tygrys i Królik zaczynają wydawać gazetkę. |
| 35             | 24-godzinny wirus                            | Kubuś jest chory, więc przyjaciele przygotowują mu herbatkę.                                                                                          |
|                |                                              | |
| 36             | Nagrody specjalne                            | Kubuś i Prosiaczek chcą odwdzięczyć się Królikowi za warzywa, które uprawia w swym ogrodzie. Podrzucają mu medal – nagrodę dla najlepszego ogrodnika. |
| 36             | Świnka na trapezie                           | Przyjaciele myślą, że Prosiaczek chce opuścić ich Stuwiekowy Las.                                                                                     |
|                |                                              | |
| 37             | Niezwykła podróż kosmiczna                   | Tygrysek i Maleństwo budują statek kosmiczny. |
| 37             | Szczęśliwe szaleństwo                        | Prosiaczkowi wydaje się, że Królik oszalał z przepracowania.                                                                                          |
|                |                                              | |
| 38             | Skok życia                                   | Tygrysek opowiada Maleństwu, że może przeskoczyć Straszny Gaj. Malec wszystkim to opowiada.                                                           |
| 38             | O tym, jak Królik nie chciał się dzielić     | Królik postanawia zatrzymać wszystkie warzywa dla siebie, ale jedzenie smakuje lepiej, gdy można się nim podzielić.                                   |
|                |                                              | |
| 39             | Gadający pomidor                             | Królik myśli, że jego pomidor potrafi mówić, ale okazuje się, że to Tygrysek chciał zażartować i udawał pomidora.                                     |
| 39             | Kessie akrobatka                             | Pan Sowa zwichnął sobie skrzydło. Kessie postanawia go rozweselić i organizuje pokaz.                                                                 |
|                |                                              | |
| 40             | Księga strachów                              | W Stuwiekowym Lesie nadchodzi święto Halloween i wszyscy przygotowują się do przyjęcia.                                                               |
|                |                                              | |
| 41             | Pomoc Kessie                                 | Kessie pomaga przyjaciołom, przekazując informacje. Niestety, nie zawsze są one zgodne z prawdą.                                                      |
| 41             | Mapa lasu                                    | Kubuś przygotowuje mapę lasu, bo nie chce już więcej błądzić w lesie. Pomagają mu w tym przyjaciele.                                                  |
|                |                                              | |
| 42             | Przyjazny talerz                             | Prosiaczek daje Kubusiowi na przechowanie swój ulubiony talerz.                                                                                       |
| 42             | Trudne wybieranie                            | Kandydatami są Prosiaczek i Tygrysek. |
|                |                                              | |
| 43             | Urodzinowy prezent                           | Nadchodzą urodziny Pani Kangurzycy. Maleńststwo postanawia nauczyć się tańczyć, aby móc być parnterem mamy.                                           |
| 43             | Szybki Bill                                  | Pani Kangurzyca opowiada historię o Szybkim Billu Maleństwu, które jest chore.                                                                        |
|                |                                              | |
| 44             | Czary mary                                   | Tygrysek uczy się magicznych sztuczek. |
| 44             | Dziennik ogrodnika                           | Królikowi ucieka kartka z dziennika, gdzie zapisywał swe spostrzeżenia na temat warzyw.                                                               |
|                |                                              | |
| 45             | Byłem królem hefalumpów                      | Prosiaczek jest bardzo nieśmiały. |
| 45             | Klub Tygrysa                                 | Tygrysek otwiera fanklub Skocznej Pantery. |
|                |                                              | |
| 46             | Chez Prosiaczek                              | Królik i Prosiaczek otwierają restaurację. |
| 46             | Skrzynka propozycji                          | Królik postanawia ułatwić życie wszystkim mieszkańcom Stuwiekowego Lasu. Do tego celu robi skrzynkę propozycji.                                       |
|                |                                              | |
| 47             | Debiut osła                                  | Królik z przyjaciółmi wystawiają sztukę napisaną przez Kłapuchego.                                                                                    |
| 47             | Prędzej lub później                          | Prosiaczek i Kubuś chcą sprowadzić deszcz. |
|                |                                              | |
| 48             | Sprawa dla detektywa                         | Tygrys jest detektywem i rozwiązuje sprawę zaginionego Kłapouchego.                                                                                   |
| 48             | Wielki Maleńkozaur                           | Tygrys i Maleństwo czytają opowieść o dinozaurach. |
|                |                                              | |
| 49             | Niespodziewana przygoda                      | Prosiaczek przy wysyłaniu listu przeżywa prawdziwą przygodę.                                                                                          |
| 49             | Małe jest ważne                              | Przyjaciele decydują się wydać przyjęcie na cześć sowy, która obchodzi dzień uznania.                                                                 |
|                |                                              | |
| 50             | Drzewo życzeń                                | Trwają przygotowania do świąt Bożego Narodzenia. Przyjaciele wyruszają na poszukiwania drzewa życzeń.                                                 |
|                |                                              | |
| 51             | Wielki Garniec Miodu                         | Kubuś i Prosiaczek chcą znaleźć wielki garniec miodu.                                                                                                 |
| 51             | Szukając Prosiaczka                          | Kubuś i Prosiaczek puszczają latawca. |
|                |                                              | |